# Andrzej Woźniak (ur. 1965)
Andrzej Woźniak (ur. 23 października 1965 w Koninie) – polski piłkarz występujący na pozycji bramkarza, związany głównie z klubami łódzkimi, reprezentant Polski, trener.

## Kariera piłkarska

### Kariera klubowa
Woźniak rozpoczął swoją piłkarską karierę w rodzinnym mieście, grając w Górniku Konin. Następnie występował w Widzewie Łódź, Orle Łódź i GKS Bełchatów. W 1989 trafił do ŁKS Łódź. W jego barwach zadebiutował w rozgrywkach I ligi. Przed sezonem 1994/95 wrócił do Widzewa, z którym najpierw zdobył wicemistrzostwo, a w 1996 mistrzostwo Polski. Następnie wyjechał do Portugalii, gdzie podpisał kontrakt z FC Porto. W drużynie Smoków nie wywalczył miejsca w podstawowym składzie i po sezonie 1996/97 przeniósł się do SC Braga. W 1998 wrócił do Polski i związał się umową z Lechem Poznań. W Kolejorzu wystąpił w trzynastu ligowych spotkaniach, po czym znów znalazł się w Widzewie, gdzie zakończył karierę.

### Kariera międzynarodowa
W reprezentacji Polski zadebiutował 9 lutego 1994 w spotkaniu z Hiszpanią. Sławę przyniósł mu rozegrany 16 sierpnia 1995 mecz z Francją w kwalifikacjach do Euro 1996. Polacy zremisowali wówczas z Trójkolorowymi 1:1, a Woźniak obronił wiele groźnych strzałów rywali, w tym rzut karny wykonywany przez Bixente Lizarazu oraz dobitkę Vincentego Guérina. Polskie media okrzyknęły go wówczas Księciem Paryża. Ostatni występ w drużynie narodowej zaliczył 31 maja 1997 (0:2 z Anglią w Chorzowie). Łącznie w państwowych barwach wystąpił dwadzieścia razy. Selekcjonerami powołującymi Woźniaka do kadry byli Henryk Apostel, Władysław Stachurski i Antoni Piechniczek.

## Kariera trenerska
W latach 2000–2002 Woźniak był trenerem bramkarzy w Widzewie Łódź. Następnie pracował w Koronie Kielce jako asystent Dariusza Wdowczyka oraz trener bramkarzy. W sezonie 2005/06 pełnił funkcje drugiego trenera oraz szkoleniowca bramkarzy w Pogoni Szczecin. 30 maja 2006 został trenerem bramkarzy w Lechu Poznań. Pracował w nim do 2008, po czym na dwa lata wrócił do Szczecina. 1 lipca 2011 został doradcą Widzewa Łódź ds. treningu bramkarskiego. Pracował w tym klubie również jako asystent pierwszego trenera do 2014. 19 stycznia 2015 został opiekunem bramkarzy w występującym na drugim poziomie Dolcanie Ząbki.
1 lipca 2015 został szkoleniowcem golkiperów Lechii Gdańsk. Rozstał się z Lechią w 2018, by na krótko wrócić do Widzewa, a następnie decyzją prezesa Polskiego Związku Piłki Nożnej Zbigniewa Bońka znaleźć się w sztabie szkoleniowym Jerzego Brzęczka po objęciu przez niego funkcji selekcjonera reprezentacji Polski. Z kadry narodowej odszedł razem z Brzęczkiem na początku 2021, szybko znalazł posadę w Widzewie.

## Afera korupcyjna
3 kwietnia 2008 został zatrzymany przez Centralne Biuro Antykorupcyjne pod zarzutem korupcji w okresie, gdy był asystentem Dariusza Wdowczyka w Koronie Kielce. Zarząd pracodawcy Woźniaka, Lecha Poznań zawiesił go do czasu wyjaśnienia przyczyn zatrzymania. W związku z przyznaniem się do stawianych zarzutów, 4 kwietnia 2008 rozwiązał ze skutkiem natychmiastowym kontrakt z poznańskim klubem. Jego sprawa rozpatrywana była bez procesu, gdyż dobrowolnie poddał się karze. 16 września 2009 został skazany przez Sąd Rejonowy na karę 2,5 roku więzienia w zawieszeniu na 3 lata, grzywnę w wysokości 30 tysięcy złotych oraz zakaz pracy w profesjonalnym sporcie przez okres jednego roku. Obarczono go również kwotą ponad sześciu tysięcy złotych tytułem kosztów sądowych. Dodatkowo 29 października 2009 Wydział Dyscypliny PZPN ukarał go pięcioletnią dyskwalifikacją oraz grzywną w wysokości 10 000 zł.
Po nałożonej przez WD PZPN dyskwalifikacji za udział w aferze korupcyjnej Woźniak znalazł zatrudnienie jako specjalista ds. koordynacji grup sportowych w należącym do Antoniego Ptaka Centrum Piłkarskim PTAK w podłódzkim Gutowie Małym.

## Życie prywatne
Woźniak swoją późniejszą żonę – Joannę – poznał w Łodzi. Mają dwójkę dzieci: Jakuba i Patryka. Młodszy syn trenował jako bramkarz w jednym z łódzkich klubów.